# János Starker
János Starker, né le 5 juillet 1924 à Budapest et mort le 28 avril 2013, à Bloomington en Indiana, est un violoncelliste et pédagogue hongrois, devenu citoyen américain en 1954.

## Biographie

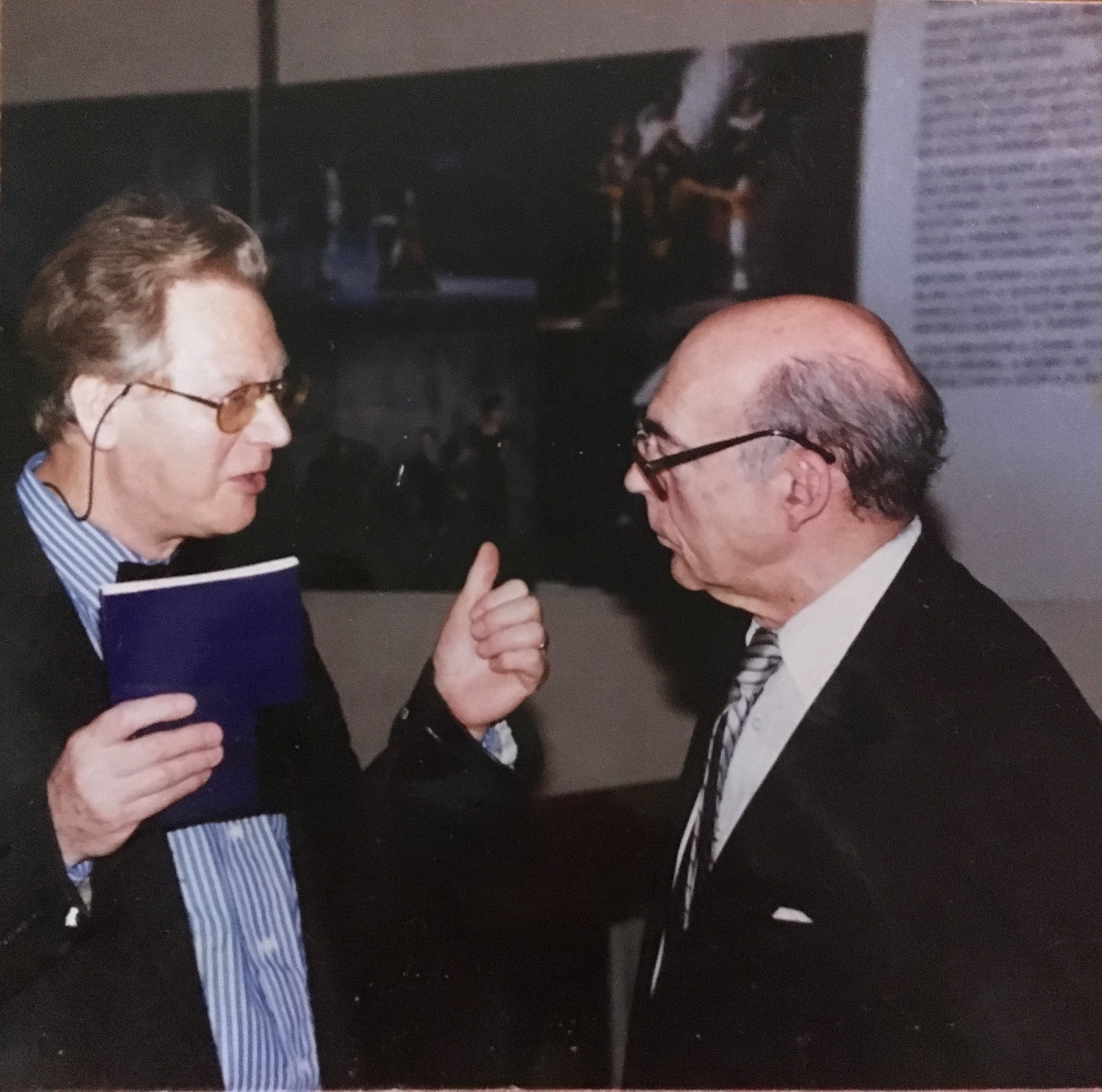
Dr Joseph LEWINSKI et Janos STARKER - 25 mars 1995

Starker étudie le violoncelle dès l'âge de six ans. Après avoir suivi des cours à la prestigieuse Académie de musique Franz-Liszt de Budapest, où travaille Bartók, il rejoint l'orchestre philharmonique et l'orchestre de l'Opéra de Budapest, où il devient premier violoncelle.
Durant la Seconde Guerre mondiale, il survit, mais voit presque tous les siens exterminés au cours de la  Shoah.
En 1948, il part pour les États-Unis, où il jouera dans diverses formations : l'Orchestre symphonique de Dallas, l'orchestre du Metropolitan Opera, puis l'Orchestre symphonique de Chicago.
Depuis 1958, il est professeur à l'école de musique Jacobs School of Music de l'université de l'Indiana à Bloomington. C'est un ami du pianiste György Sebök, qui enseigne également dans la même école. Il donne, de temps en temps, des master-classes un peu partout dans le monde.
Sous sa réputation d'homme glacial — il se définit lui-même comme « celui dont la flamme intérieure gèle l'air autour de lui » — se cache un virtuose d'exception, d'une grande sensibilité, considéré comme l'un des plus grands artistes de son temps dans sa spécialité.
S'il continue d'enseigner jusqu'à l'hiver 2012, Janos Starker arrête de se produire sur scène en 2005 en raison d'une santé déclinante. Il meurt le 28 avril 2013, à Bloomington, dans l'Indiana, à l'âge de 88 ans.

## Instruments
Il a joué entre 1950 et 1965 le Stradivarius « Lord Aylesford », le plus grand des violoncelles construits par le luthier (79,4 cm)[réf. souhaitée].
À partir de 1965, il joue sur un Matteo Gofriller (le « Starker ; Spencer ; James », pour Ivory James et Walter Spencer)

## Récompenses
- 1998 : Grammy Award pour son interprétation des Suites pour violoncelle seul no 1 à  6, de Bach